# Whokill
Whokill — второй студийный альбом Tune-Yards, выпущенный 19 апреля 2011 года на лейбле 4AD Records. Он был спродюсирован самой Меррилл Гарбус и, в отличие от предыдущей работы Bird-Brains, записан в профессиональной студии. В поддержку альбома в феврале 2011 года был выпущен сингл «Bizness», а на апрель — июнь запланировано турне по Северной Америке и Европе.
Диск занял 148-е место в американском чарте Billboard 200. Он получил восторженные отзывы критиков и имеет рейтинг 86 баллов из 100 на сайте Metacritic.

## Список композиций
1. «My Country» — 3:40
2. «Es-So» — 3:29
3. «Gangsta» — 3:58
4. «Powa» — 5:03
5. «Riotriot» — 4:13
6. «Bizness» — 4:23
7. «Doorstep» — 4:16
8. «You Yes You» — 3:33
9. «Wooly Wolly Gong» — 6:06
10. «Killa» — 3:12

## Чарты
| Страна             | Место |
| ------------------ | ----- |
| Бельгия (Фландрия) | 49    |
| Ирландия           | 55    |
| США                | 148   |